# Insule frizone orientale

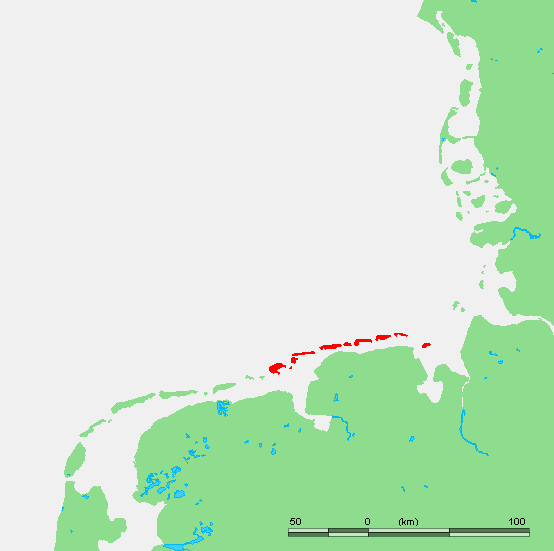
Hartă geografică a insulelor frizone orientale

Insulele frizone orientale (în germană Ostfriesische Inseln) sunt un grup de insule în Marea Nordului situate aproximativ 5-10 km de la coasta Saxoniei Inferioară, Germania. Cele șapte insule locuite sunt de la vest la est: Borkum, Juist, Norderney, Baltrum, Langeoog, Spiekeroog și Wangerooge. Memmert, Lütje Hörn, Mellum și Minsener Oog sunt nelocuite.

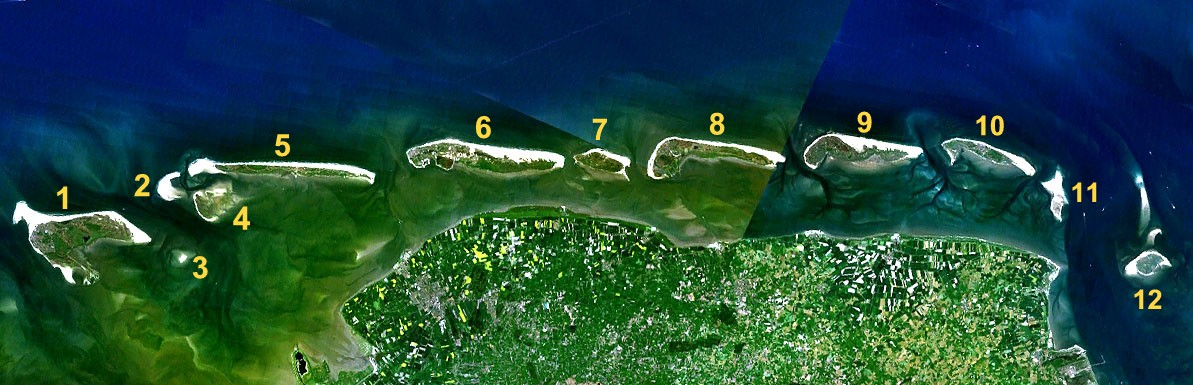
Fotografie prin satelit
1. Borkum 2. Kachelotplate 3. Lütje Hörn 4. Memmert 5. Juist 6. Norderney 7. Baltrum 8. Langeoog 9. Spiekeroog 10. Wangerooge 11. Minsener Oog 12. Mellum